# Serena (nome)
Serena  è un nome proprio di persona italiano femminile.

## Varianti
- Femminili
  - Alterati: Serenella[2][4], Serenilla[2][4]
- Maschili: Sereno[1][2][4][5]
  - Alterati: Serenello[2][4], Serenillo[4]

### Varianti in altre lingue
- Basco: Serene[6]
  - Maschili: Seren[6]
- Catalano: Serena[6]
  - Maschili: Seré[6]
- Inglese: Serena[3][7][8], Serina[3], Serrena[3]
- Latino: Serena[1][3]
  - Maschili: Serenus[1][6]
- Polacco: Serena
- Portoghese: Serena
- Russo: Серена (Serena)
- Spagnolo: Serena[6]
  - Maschili: Sereno[6]
- Ungherese: Szeréna

## Origine e diffusione

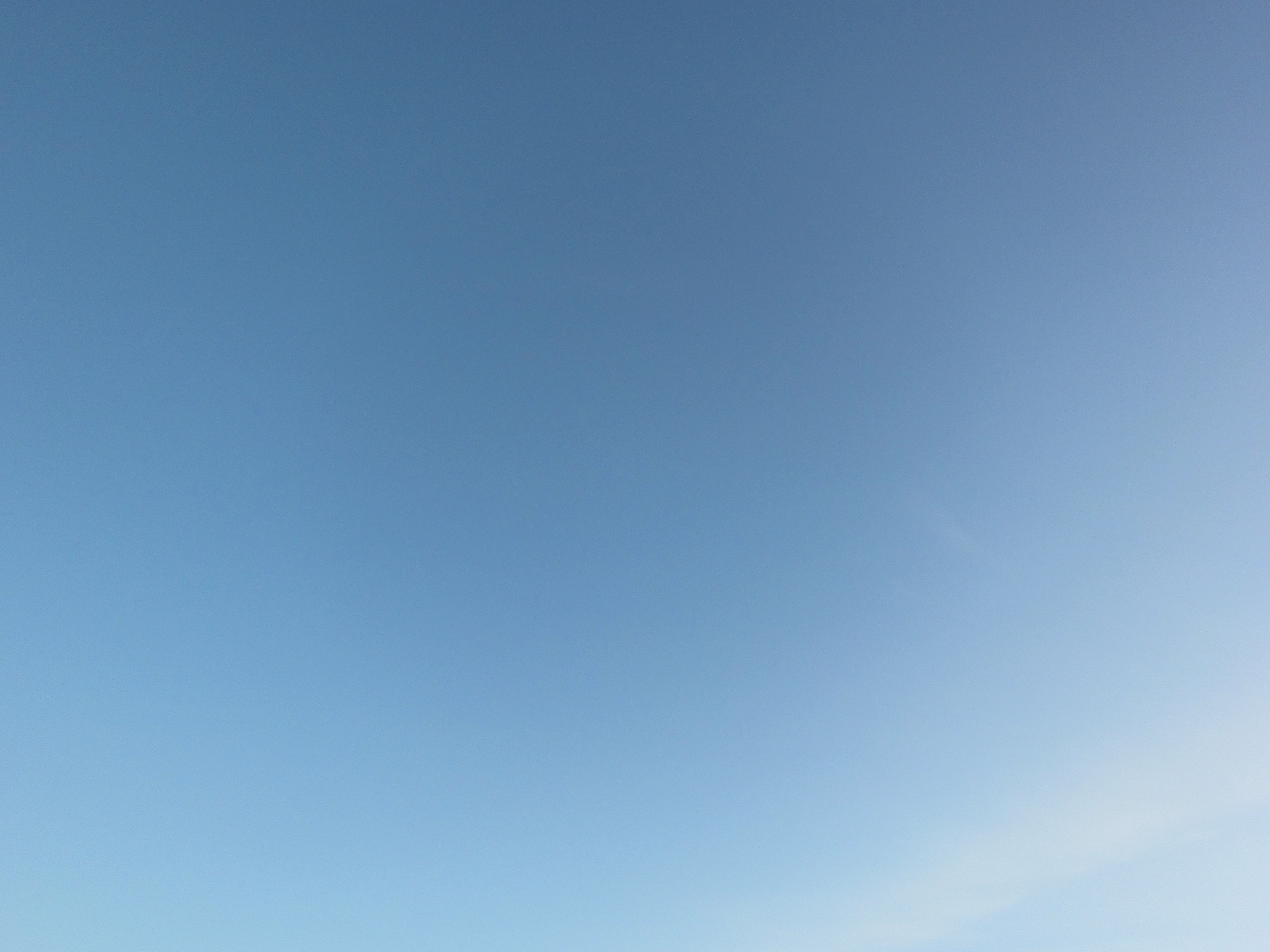
Il cielo sereno

Deriva dal tardo soprannome romano, e poi nome personale, Serena, femminile di Serenus; esso è tratto dal termine latino serenus che, come nell'italiano "sereno", significa "limpido", "senza nuvole" se riferito al cielo e, se applicato in senso lato ad una persona, "tranquillo", "senza preoccupazioni", "lieto", "felice". Ha quindi un significato augurale, analogo a quello di nomi quali Felice, Tranquillo, Pacifico, Tímea e Giedrius. Alla stessa radice di Serena risale il nome inglese Serenity.
In Italia il nome si è diffuso grazie al culto di vari santi e sante ed è attestato su tutto il territorio nazionale, ma con più frequenza nel Nord, specie in Veneto e Friuli-Venezia Giulia. Esistono anche delle forme maschili, ma il nome è usato quasi solo al femminile.

## Onomastico
L'onomastico si può festeggiare il 16 agosto in memoria di santa Serena, considerata dalla tradizione moglie di Diocleziano e martire a Roma; un'altra santa Serena, vedova e martire a Spoleto, è commemorata il 7 dicembre. Con forma maschile si ricordano poi numerosi santi, fra i quali, alle date seguenti:
- 23 febbraio, san Sereno (o Sireno, Sinero), detto "il Giardiniere", eremita e martire a Sirmio[9][11]
- 7 maggio, san Sereno di Hyesmas, nobile italiano, monaco ed eremita lungo la Sarthe[11]
- 28 giugno, san Sereno, studente spirituale di Origene, martire ad Alessandria d'Egitto sotto Settimio Severo[6][11]
- 1º luglio, san Sereno, martire a Roma[11]
- 2 agosto, san Sereno, vescovo di Marsiglia[9][11]
- 26 novembre, san Sereno, martire con altri sei compagni a Capua[11]

## Persone

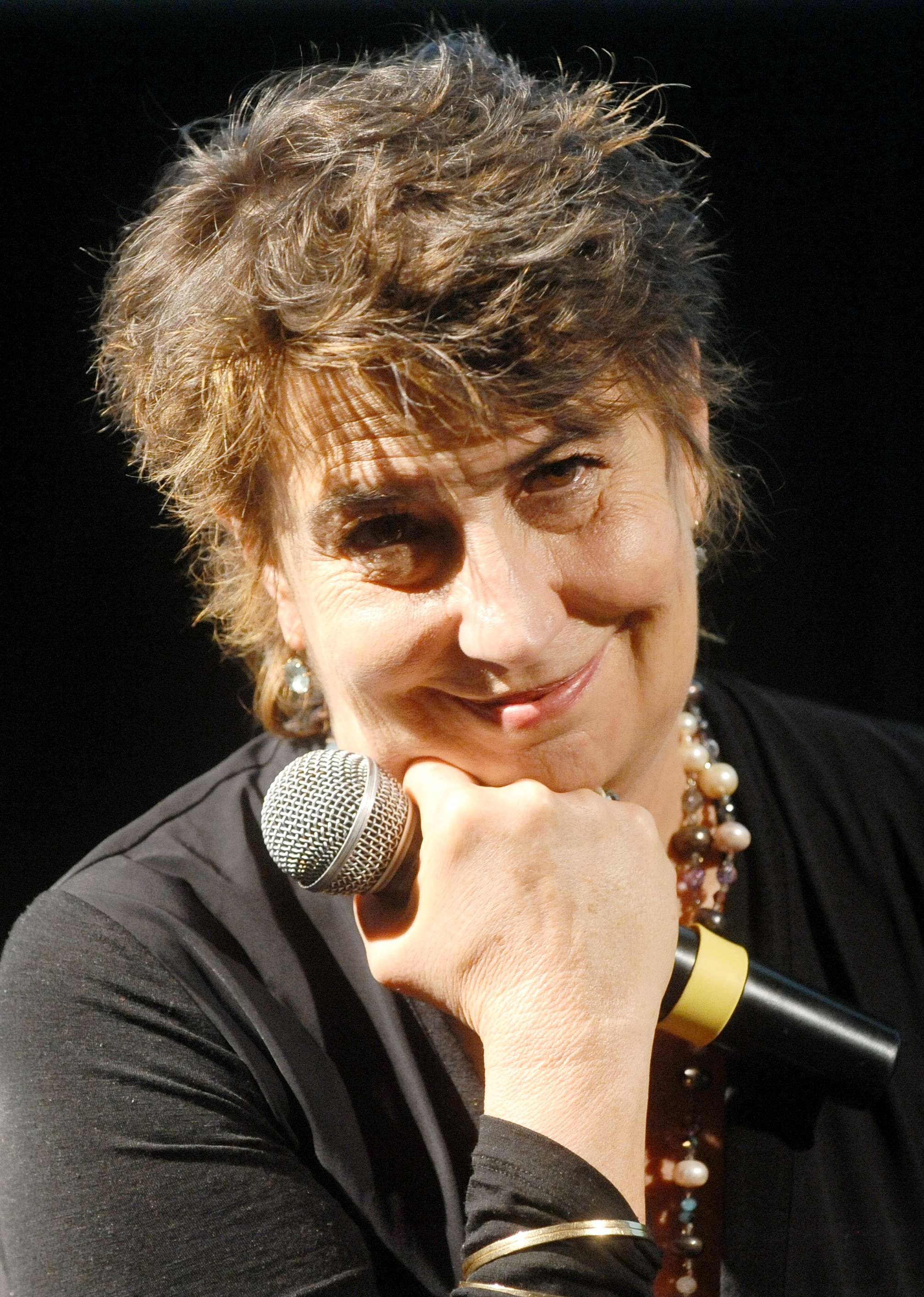
Serena Dandini

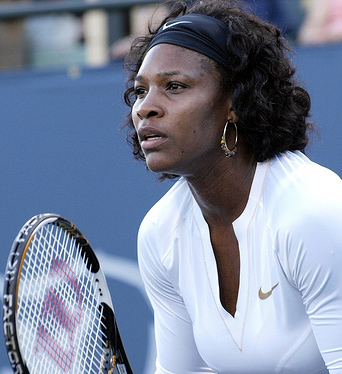
Serena Williams

- Serena, principessa romana, nipote dell'imperatore Teodosio I
- Serena Abrami, cantautrice italiana
- Serena Autieri, attrice e cantante italiana
- Serena Bennato, attrice italiana
- Serena Bortone, giornalista, autrice televisiva e conduttrice televisiva italiana
- Serena Brancale, cantautrice e polistrumentista italiana
- Serena Clerici, doppiatrice italiana
- Serena Cruz, donna italiana protagonista di un controverso caso di giustizia non penale
- Serena Dandini, conduttrice televisiva e autrice televisiva italiana
- Serena Daolio, soprano italiano
- Serena Deeb, wrestler statunitense
- Serena Grandi, attrice e personaggio televisivo italiana
- Serena Iansiti, attrice e personaggio televisivo italiana
- Serena Licchetta, ginnasta italiana
- Serena Michelotti, attrice, insegnante e pittrice italiana
- Serena Ortolani, pallavolista italiana
- Serena Pellegrino, architetta e politica italiana
- Serena Rossi, cantante, attrice e conduttrice televisiva italiana
- Serena Scott Thomas, attrice britannica
- Serena Spaziani, attrice, doppiatrice e direttrice del doppiaggio italiana
- Serena Verdirosi, doppiatrice e direttrice del doppiaggio italiana
- Serena Vitale, scrittrice e traduttrice italiana
- Serena Williams, tennista statunitense

### Variante Serenella
- Serenella Fucksia, politica italiana

### Variante maschile Sereno
- Sereno Freato, politico italiano
- Sereno Gianesello, calciatore e allenatore di calcio italiano
- Sereno Omar, politico italiano
- Sereno Watson, botanico statunitense

## Il nome nelle arti
- Serena è un personaggio del poema di Edmund Spenser La regina delle fate.
- Serena è un personaggio dell'edizione italiana del film del 2011 Pirati dei Caraibi - Oltre i confini del mare, diretto da Rob Marshall (nell'edizione originale, il nome del personaggio è Syrena).
- Assieme a Fauna e Flora, Serena, detta Serenella, è una delle tre fate buone nel film d'animazione La bella addormentata nel bosco.
- Serena Bassani è un personaggio della soap opera CentoVetrine.
- Serena van der Woodsen è il personaggio principale della serie televisiva Gossip Girl.
- Col nome alterato Serenella, è la ragazza citata nella canzone 1950 di Amedeo Minghi.
- Serena è un personaggio della serie Pokémon.
- Serenello è il protagonista del romanzo di Achille Campanile In campagna è un'altra cosa, pubblicato nel 1931.